# Pseudobankesia hauseriella
Pseudobankesia hauseriella is een vlinder uit de familie zakjesdragers (Psychidae). De wetenschappelijke naam van deze soort is voor het eerst geldig gepubliceerd in 1998 door Henderickx.
De soort komt voor in Europa.